# Macropodus opercularis
Macropodus opercularis, conosciuto comunemente come pesce del paradiso, è un pesce d'acqua dolce appartenente alla famiglia Osphronemidae.

## Distribuzione e habitat
Il pesce del paradiso è diffuso nel sud-est asiatico, in Cina (bacino dello Yangtze), Taiwan, Corea e nord del Vietnam. Abita ogni ambiente d'acqua dolce: dalle acque calme e semipaludose ai laghi e fiumi più movimentati. Colonizza foreste allagate e pianure durante la stagione monsonica. Abita normalmente anche le risaie.

## Descrizione

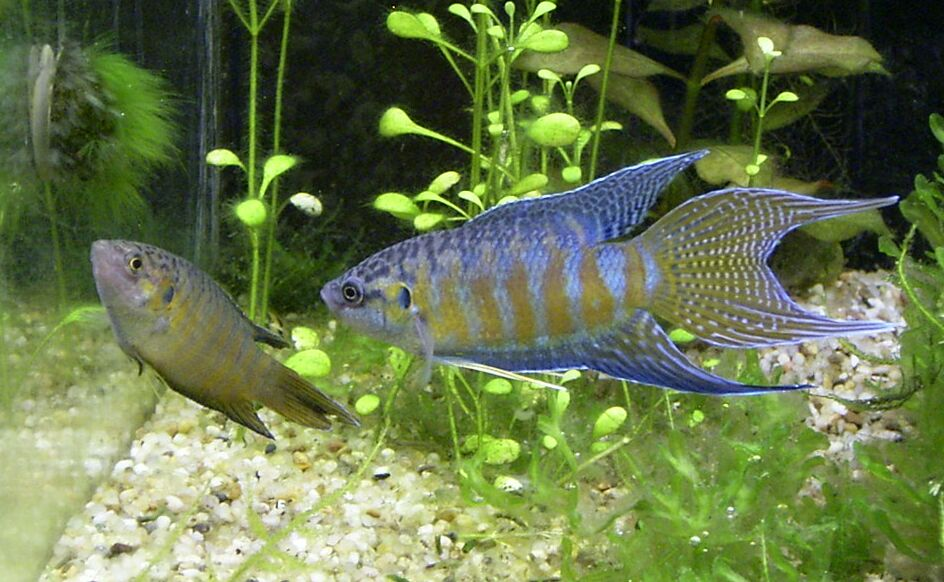
Una coppia, la femmina è a sinistra

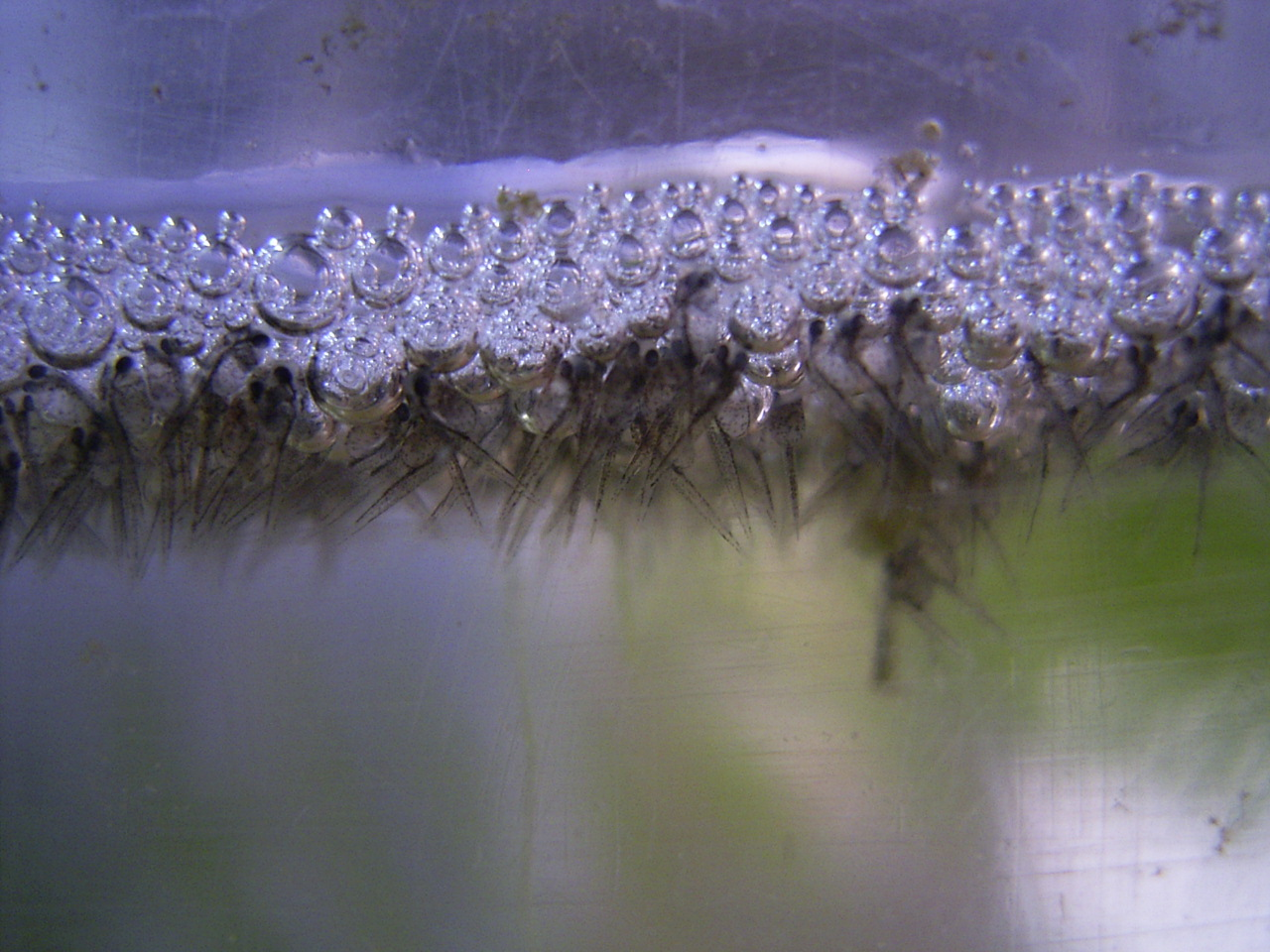
Avannotti appena nati sostano nel nido di bolle

Presenta un corpo tozzo ma allungato, robusto, piuttosto compresso ai fianchi. La pinna dorsale e quella anale sono lunghe e terminano con una punta filamentosa. La coda è biforcuta ma molto ampia e allungata. Le ventrali sono appuntite, le pinne pettorali ovali. La livrea del maschio è splendida, ancora più sgargiante durante il periodo riproduttivo: la testa e il dorso sono grigioverdi, mento e ventre violetto. I fianchi sono rosso vivo interrotto da linee blu elettrico, più scuro sul dorso. Le pinne pettorali sono trasparenti, le ventrali viola, la dorsale varia dal viola al rosso, così come l'anale. Entrambe sono screziate di bruno. 
La coda è rossa puntata d'azzurro. 

La femmina ha colorazione meno vivace, beige-bruna con riflessi blu-rossi. 

Sono in commercio anche forme albine.

Le dimensioni si attestano sui 7 cm.

## Riproduzione
Nel periodo riproduttivo il maschio costruisce un nido di bolle sulla superficie dell'acqua, solitamente utilizzando come "struttura portante" una pianta acquatica. 

Quindi corteggia la femmina mostrandole i colori sgargianti della sua livrea: se essa accetta le attenzioni, si avvicina al nido di bolle e dà inizio ad un lungo cerimoniale fatto di inseguimenti e violenti convincimenti da parte del maschio. 

La deposizione avviene quando la femmina si posiziona verticalmente a testa in giù e il maschio le si arrotola intorno: entrambi emettono i prodotti sessuali e subito dopo il maschio provvede a raccogliere le uova e inglobarle dentro al nido di bolle. L'intera deposizione comprende numerosi accoppiamenti: quando sarà finita il maschio scaccerà aggressivamente la femmina e ogni essere vivente che si avvicinasse troppo al nido. 
 Una volta nati gli avannotti, il maschio si allontana dopo qualche ora.

## Alimentazione
I M. opercularis sono pesci predatori: si nutrono di insetti, crostacei, molluschi e pesci più piccoli di loro.

## Etologia
I maschi poco tollerano la presenza nel loro territorio degli stessi conspecifici maschi (ma anche di altre specie). Sono pesci aggressivi e territoriali, specialmente nel periodo riproduttivo.

## Acquariofilia
Il Pesce del Paradiso fu il primo pesce esotico (escludendo il pesce rosso, considerato un pesce da laghetto) ad essere importato in Europa, nel 1869 (a Parigi). Oggi sono ampiamente diffusi e allevati, grazie al loro splendido aspetto e alla facilità con cui si riproducono in cattività.